# Московская аллея
Моско́вская алле́я — аллея, расположенная в Северном административном округе города Москвы на территории района Аэропорт.

## История
Аллея получила своё название в XIX веке по своему направлению к центру Москвы.

## Расположение
Московская аллея проходит по территории Петровского парка параллельно Ленинградскому проспекту от улицы Новая Башиловка на северо-запад до Театральной аллеи, за которой продолжается как Трудовая аллея. Справа от аллеи отходит улица Юрия Никулина. Северо-восточнее аллеи расположен стадион «Динамо».

## Примечательные здания и сооружения
По нечётной стороне:
По чётной стороне:

## Транспорт

### Автобус
По Московской аллее наземный общественный транспорт не проходит. На Ленинградском проспекте расположены остановка «Метро „Динамо“» и «Метро „Петровский парк“» автобусов е30, е30к, м1, н1, н12, 22, 22к, 84, 105, 105к, 110, 207, 318, 319, 356, 384, 595, 727, 818, 905, т29, т42, т65, т70, т86; остановка «Пенсионный фонд» автобусов м1, н1, н12, 84, 101, 356.

### Метро
- Станция метро «Динамо» Замоскворецкой линии — между аллеей, Ленинградским проспектом и Театральной аллеей
- Станция метро «Петровский парк» Большой кольцевой линии — юго-восточнее аллеи, на Ленинградском проспекте у примыкания к нему Театральной аллеи